# Шамбрен, Жозеф Доминик де
Жозеф Доминик де Шамбрен (19 ноября 1821, Сен-Шели — 6 февраля 1899, Ницца) — французский политический и общественный деятель, граф.

## Биография
Окончил юридическую школу и в 1850 году стал заместителем префекта Тулона, а в 1851 году — заместителем префекта Сен-Этьена. В 1852 году поддержал устроенный Луи-Наполеоном Бонапартом переворот, приведший к установлению во Франции режима Второй империи, и стал префектом департамента Юра, сохранив эту должность до 1854 года. В 1853 году женился на дочери и наследнице Годара Демаре, собственника стеклянного и хрустального завода близ Люневиля, и начал участвовать в управлении этим заводом, а затем, после смерти тестя, возглавил дело.
Интересуясь вопросом об урегулировании отношений между рабочими и капиталистами на почве существующего общественного строя, он стал одним из известнейших во Франции представителей социальной политики, как в качестве владельца завода, так и в качестве писателя и политика. Интерес Наполеона III к тем же вопросам, обнаруженный им в его сочинениях (когда он ещё не был императором), и сделал Шамбрена сторонником империи. В 1857 году он был избран в Законодательный корпус в качестве правительственного кандидата от департамента Лозер и сохранив мандат до 1876 года. Убедившись, что социальная политика была для Наполеона не серьёзным делом, а только агитационным приёмом, Шамбрен скоро перестал поддерживать правительство; в 1863 и 1869 годах он был переизбран в законодательный корпус уже как сторонник оппозиции. В 1869 году он был одним из 116 депутатов, вызвавших своей интерпелляцией пересмотр конституции. В 1870 году протестовал против плебисцита. После избрания в 1871 году в Национальное собрание от Марвежоля он, сохранив мандат до 1876 года, занял место в рядах правого центра (монархистов); вотировал против конституции 1875 года. С 1858 по 1874 год он был также генерал-консулом Вильфора, а с 1871 по 1873 год — председателем ассамблеи департамента. С 1876 по 1879 год был сенатором-«орлеанистом». В 1879 году, когда истёк срок его полномочий, он переехал вместе с женой в Ниццу, где приобрёл себе роскошное имение и устраивал богатые приёмы; впоследствии оно было превращено в общественный парк.
Шамбрен был учредителем несколько премий (по 25000 франков) за лучшие сочинения по вопросам об участии рабочих в прибылях производства и так далее, организовал несколько поездок молодых учёных за границу для составления коллективных трудов по разным вопросам социальной политики, в 1894 году основал на свои средства Musée Social — учреждение, имеющее целью собирать документы, планы, модели разных социальных организаций и учреждений, ставящих задачей улучшение материального и нравственного положения рабочих. Несмотря на это, был сторонником социального патернализма и авторитаризма.
Шамбрен написал ряд работ по философии и социологии. Главные сочинения его авторства: «De la forme du gouvernement» (Париж, 1848, защита парламентаризма); «Fragments politiques» (1871; 9-е издание — 1872); «De l’institution de régence» (1874); «Nos historiens. Guizot, Tocqueville, Thiers» (1888); «Oeuvres choisies. Etudes politiques et littéraires» (Париж, 1889).